# Блікер (Нью-Йорк)
Блікер (англ. Bleecker) — місто (англ. town) в США, в окрузі Фултон штату Нью-Йорк. Населення — 545 осіб (2020).

## Демографія
Згідно з переписом 2010 року, у місті мешкали 533 особи в 240 домогосподарствах у складі 165 родин. Було 487 помешкань
Расовий склад населення:
| - 97,7 % — білих - 0,2 % — корінних американців - 0,2 % — азіатів - 1,7 % — осіб інших рас |

До двох чи більше рас належало 0,2 %. Частка іспаномовних становила 0,4 % від усіх жителів.
За віковим діапазоном населення розподілялося таким чином: 14,4 % — особи молодші 18 років, 65,5 % — особи у віці 18—64 років, 20,1 % — особи у віці 65 років та старші. Медіана віку мешканця становила 51,7 року. На 100 осіб жіночої статі у місті припадало 109,8 чоловіків;  на 100 жінок у віці від 18 років та старших — 106,3 чоловіків також старших 18 років.
Середній дохід на одне домашнє господарство  становив 66 180 доларів США (медіана — 50 625), а середній дохід на одну сім'ю — 74 972 долари (медіана — 52 083). Медіана доходів становила 45 577 доларів для чоловіків та 37 188 доларів для жінок. За межею бідності перебувало 6,7 % осіб, у тому числі 1,7 % дітей у віці до 18 років та 7,1 % осіб у віці 65 років та старших.
Цивільне працевлаштоване населення становило 281 особа. Основні галузі зайнятості: освіта, охорона здоров'я та соціальна допомога — 23,5 %, виробництво — 15,7 %, будівництво — 12,5 %, роздрібна торгівля — 10,7 %.